# 三大学联合
三大学联合，舊稱四大學聯合（日语：／*/?），是东京外国语大学、東京科學大學、一橋大學这三所位于东京的國立大學组成的大學联盟，创立于2001年3月15日。

## 历史沿革
该联盟最初是东京外国语大学校长中嶋嶺雄、东京工业大学校长内藤喜之和一桥大学校长石弘光发起的，后来东京医科齿科大学和东京艺术大学也有意参与，但最终东京艺术大学因教职工委员会反对而退出。
2001年（平成13年）3月15日，四所大学校长签署了阐述联盟宗旨和方针的《四大學联合憲章》，四大學联合正式启动。该章程规定，为在21世纪全球化社会中建立真正能够经受国际竞争的研究和教育体系，各大学将在教育、研究和国际化方面进行合作。首项大学联盟内部合作办学项目是四所大学之间的多学科课程（特殊课程计划），2002年以后的大二以上的學部生可以参加。对于愿意选修其中一门课程并想进一步了解该领域或在另一所大学学习的人，建立多学士学位制度，允许学生在5-6年内获得两个学士学位。此外还可以转学，是为了能够在原来大学完成两年学业之后，成为另一所大学的第三年级学生。
在2024年10月1日，東京醫科齒科大學和東京工業大學合併為東京科學大學。從當日起，四大學聯合更名為三大學聯合。

## 成员院校

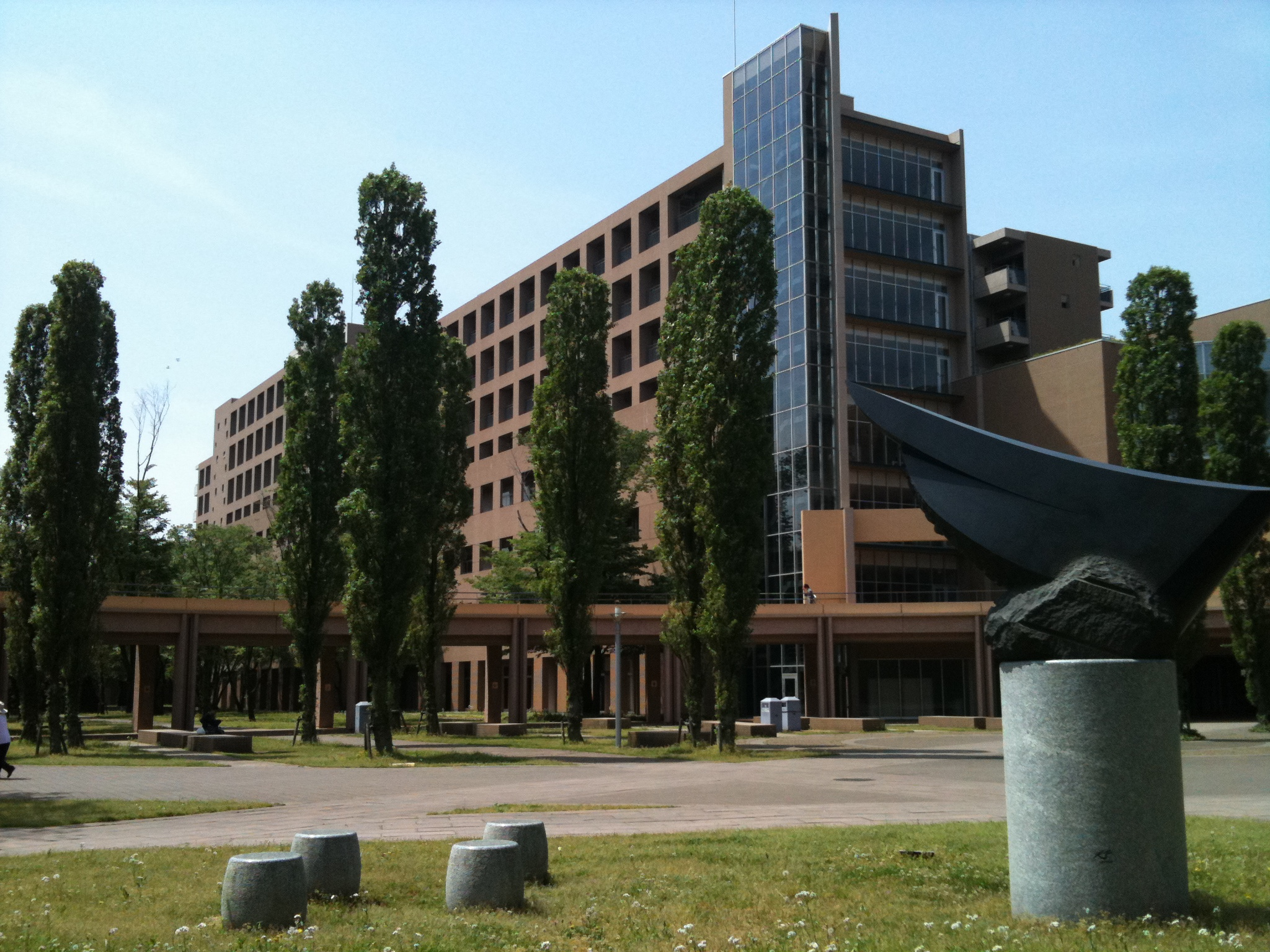
东京外国语大学
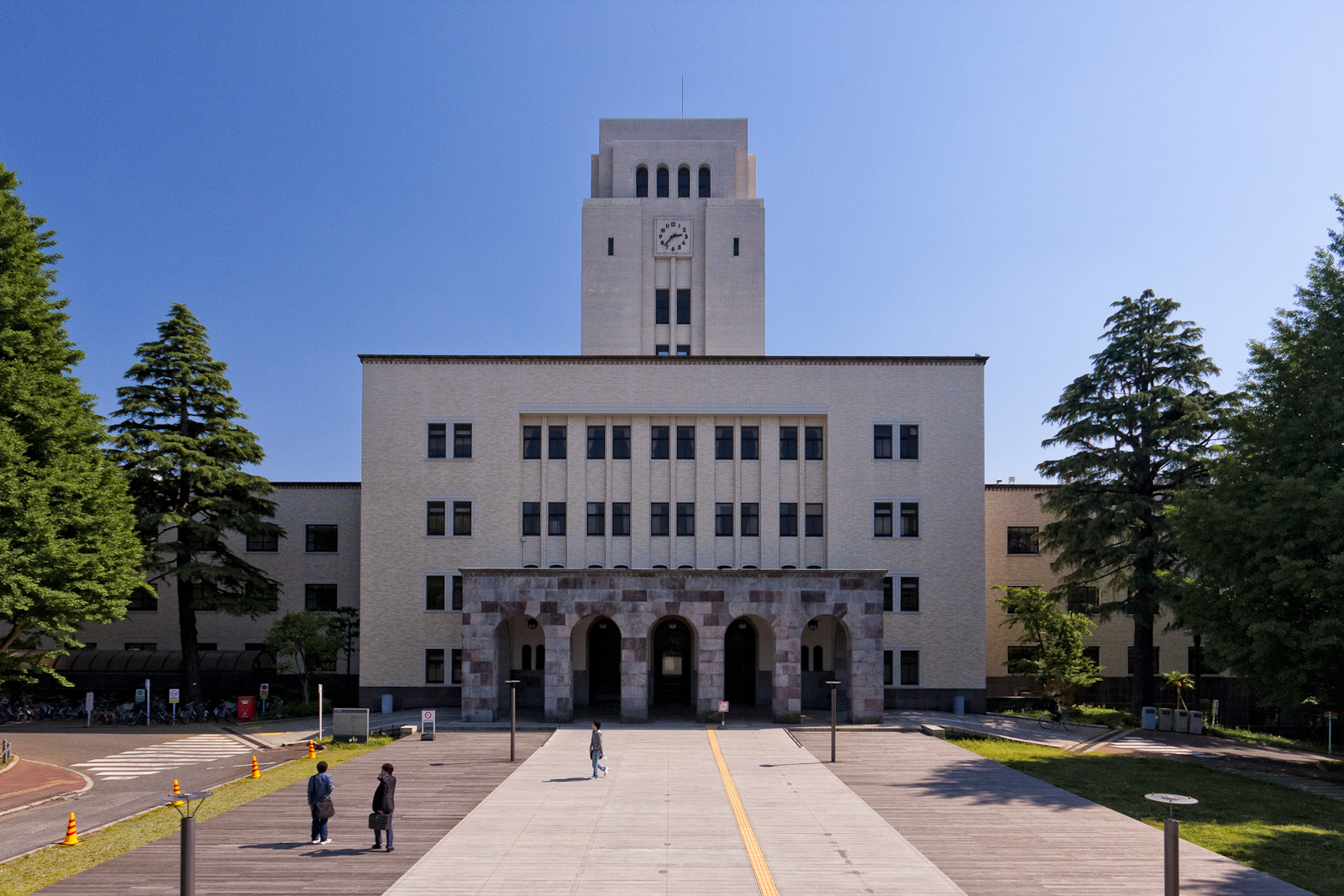
東京科學大學
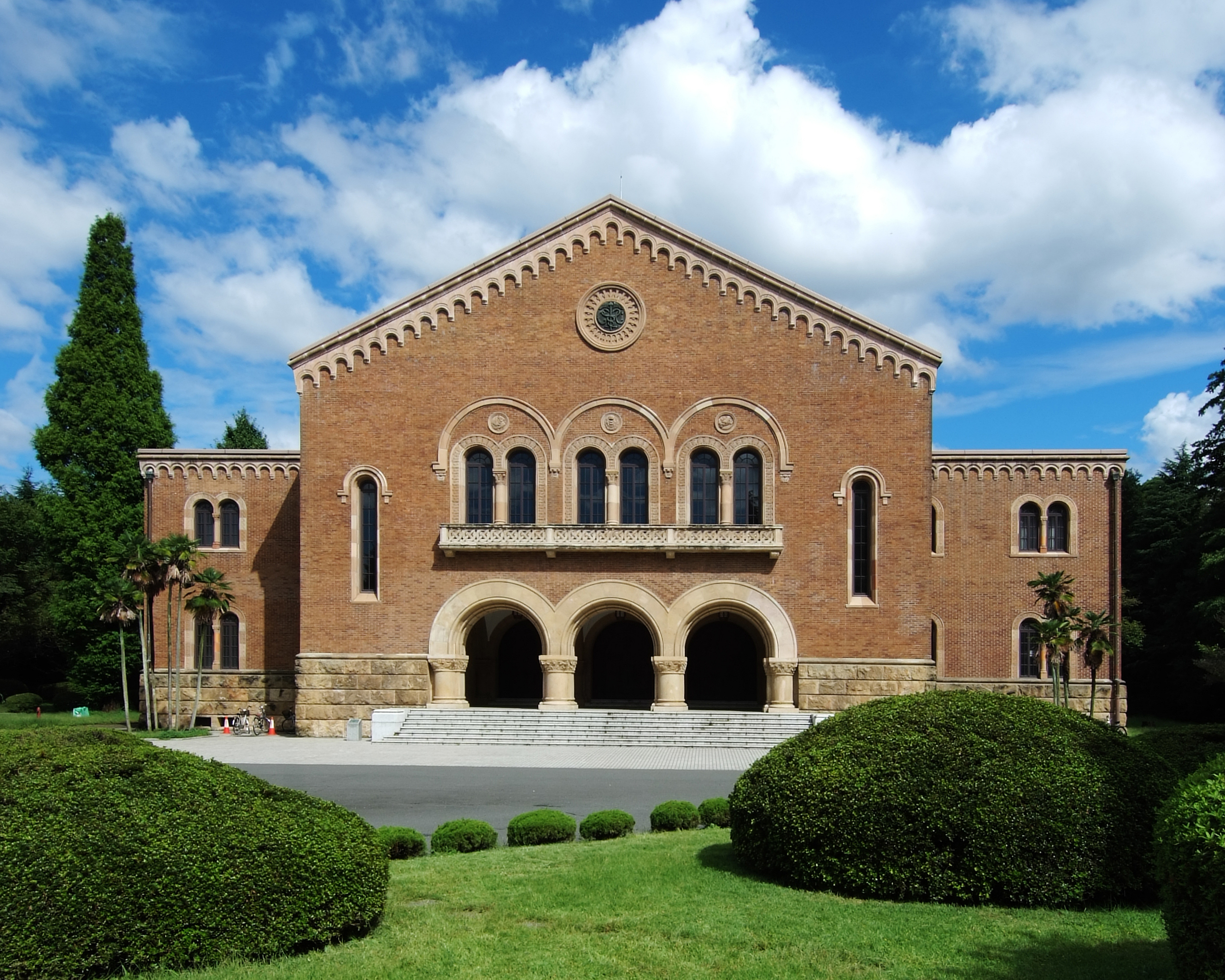
一橋大學

## 外部鏈接
- 三大學聯合 （页面存档备份，存于）
- 東京科學大學
- 东京外国语大学 （页面存档备份，存于）
- 一橋大學 （页面存档备份，存于）